# 27-й Королевский Прусский егерский батальон

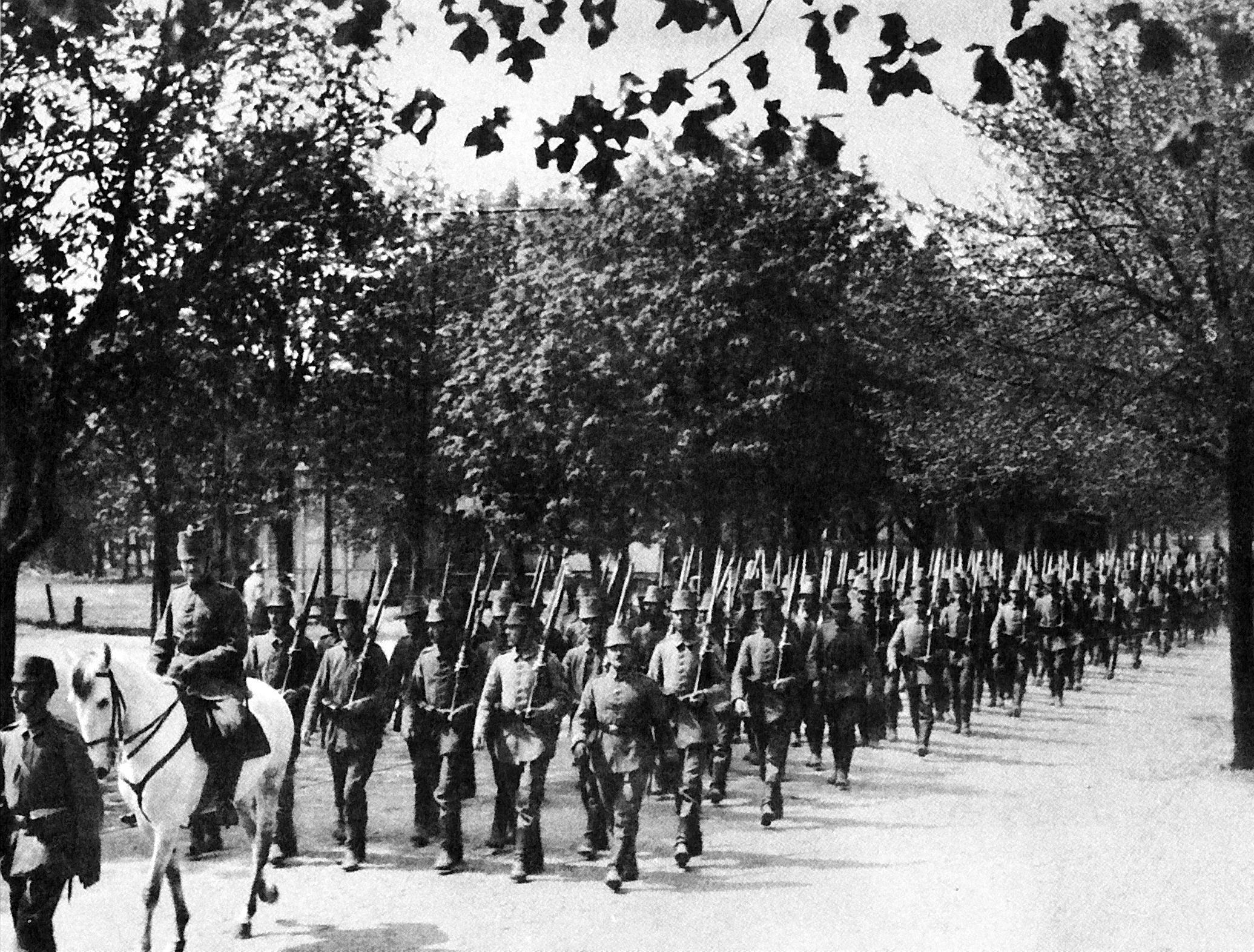
27-й Королевский Прусский егерский батальон на параде в оккупированной Либаве летом 1917 года

27 Королевский Прусский егерский батальон (нем. Königlich-Preußischen Jäger-Bataillons Nr. 27, фин. Kuninkaallinen preussilainen Jääkäripataljoona 27) — боевое подразделение кайзеровской армии Германии в годы Первой мировой войны, состоящее из уроженцев Великого княжества Финляндского.

## Фронт
Германское командование приняло решение отправить финский егерский батальон на Восточный фронт. Генерал Э. Фалькенгайн говорил, что у Германии отсутствовала необходимость в использовании столь малой по численности боевой единицы на фронте. Отправка батальона на фронт диктовалась не только военными соображениями. Решение имело громадное политическое значение. Участие в боевых действиях финляндцев должно было являться примером для других окраинных народов Российской империи.
Егерский батальон не участвовал в значительных операциях. Однако зарекомендовал себя с положительной стороны в местных боях по охране Рижского взморья. В ходе боевых действий он не понёс существенных потерь (13 человек убиты, 24 получили ранения).

## Дисциплина
В первые дни пребывания на фронте на сторону русской армии перешло 3 человека.
В сентябре 1916 года участились случаи неповиновения.
С сентября 1916 по март 1917 года из батальона было отчислено 175 человек, что составляло 9 % общей его численности.
Главной причиной являлось противоречие между стремлением егерей бороться за независимость своей страны и обязанностью служить интересам другого государства.
Немецким офицерам было трудно понять сомнения финских егерей. Егерский батальон для них приравнивался к обыкновенному воинскому формированию без всякого права на политику.

## Перспективы расселения
В условиях стремления заключить любыми способами сепаратный мир с Россией, перед Берлином встала проблема будущей судьбы финляндских добровольцев.
12 января 1917 года начальник Локштедских курсов майор Шверин обратился в Германский МИД с предложением о расселении финляндских егерей на территории Восточной Пруссии или Померании. По его мнению, «перспективы освободить Финляндию от русского гнёта были очень невелики». МИД Германии, а позже Министерство внутренних дел одобрили идею графа Шверина. Вопрос о расселении финских егерей был снят с повестки дня после Февральской революции в России.

## Рабочие егеря
В июне-июле 1917 года рядовые егеря, служившие в егерском батальоне, основали солдатский совет (Soldatenrat), целью которого было добиться улучшения условий службы. 9 сентября 1917 года революционные социал-демократические егеря основали свой Исполнительный комитет рабочих егерей, который был представлен четырьмя пехотными ротами, пулеметной ротой и пионерской ротой. Исполком ни разу не получил возможности взять батальон под свое командование, хотя поддерживал связь как с финской, так и с немецкой социал-демократической партией.

## Значение

### Германия
Финский историк М. Лауерма указывал, что для Германии егерский батальон являлся убеждающим примером финляндского движения за независимость и одновременно заложником, гарантирующим искренность его замыслов. Фашистская Германия искала себе опору именно в выходцах из 27-го егерского батальона. Гитлер не раз апеллировал к традициям егерского движения.

### Россия
Егерское движение оказало определённое влияние на российскую политику в Финляндии. Курс российского правительства отличался корректностью по отношению к автономии Княжества, несмотря на ряд противоречивых шагов.

### Финляндия
Значение егерского движения для Финляндии состояло в том, что позднее из него сформировалось ядро национальной армии. Участники движения занимались усиленной агитацией в пользу идеи независимости. В 1930-е годы почти 90 % финляндского генералитета составляли бывшие егеря. Некоторая часть из Егерей при возвращении в Финляндию, присоединились к Красной гвардии.

## См.также
Красные егеря